# Piotr Buras
Piotr Jan Buras (ur. 1974 w Warszawie) – polski politolog, dziennikarz, publicysta, analityk.

## Życiorys
Piotr Buras ukończył studia w Instytucie Stosunków Międzynarodowych Uniwersytetu Warszawskiego. Specjalizuje się w polityce zagranicznej Niemiec oraz Unii Europejskiej oraz w stosunkach Polski z Niemcami i UE. Karierę zawodową rozpoczął pod koniec lat 90. w Centrum Stosunków Międzynarodowych, z którym był związany do 2006. Pracował w Centrum im. Willy’ego Brandta Uniwersytetu Wrocławskiego. Odbył pobyty badawcze na Uniwersytecie Birmingham oraz w Stiftung Wissenschaft und Politik w Berlinie. W latach 2008–2012 był korespondentem „Gazety Wyborczej” w Berlinie. Dyrektor warszawskiego biura Europejskiej Rady Spraw Zagranicznych (ECFR).
W 2015 wszedł w skład Narodowej Rady Rozwoju przy prezydencie Andrzeju Dudzie. Zrezygnował z członkostwa 3 grudnia 2015, wyrażając niezgodę wobec działań prezydenta podczas kryzysu wokół Trybunału Konstytucyjnego. 6 czerwca 2024 wszedł w skład Rady Fundacji Współpracy Polsko-Niemieckiej.

## Odznaczenia i wyróżnienia
- Laureat Nagrody Jabłonowskiego za popularyzację wiedzy o Niemczech w Polsce (2011)[2]
- Złoty Krzyż Zasługi „za zasługi w działalności na rzecz umacniania integracji europejskiej, za osiągnięcia w popularyzowaniu idei wspólnej Europy” (2014)[7]

## Publikacje książkowe
- Piotr Buras: Niemieckie lekcje historii. Szkice i portrety. Szczecin: Instytut Niemiec i Europy Północnej: Wyższa Szkoła Administracji Publicznej, 2003, s. 129. ISBN 83-88044-61-3.
- Piotr Buras, Henning Tewes: Polens Weg von der Wende bis zum EU-Beitritt. Stuttgart ; Leipzig: Hohenheim Verlag, 2005, s. 277. ISBN 3-89850-133-7. (niem.).
- Piotr Buras: Dokąd prowadzi „niemiecka droga”?. Wrocław: Wydawnictwo Uniwersytetu Wrocławskiego, 2005, s. 60. ISBN 83-229-2565-4.
- Piotr Buras: Europa uda się wspólnie?. Polska polityka europejska w okresie przewodnictwa Niemiec w UE. Warszawa: Centrum Stosunków Międzynarodowych, 2007, s. 60. ISBN 978-83-88216-14-5.
- Piotr Buras, Henning Tewes: Polska droga. Od roku 1989 do członkostwa w Unii Europejskiej. Warszawa: Fundacja Konrada Adenauera w Polsce, 2008, s. 244. ISBN 978-83-86771-34-9.
- Piotr Buras: Muzułmanie i inni Niemcy. Republika berlińska wymyśla się na nowo. Warszawa: Wydawnictwo Sic!, 2011, s. 211. ISBN 978-83-61967-16-3.
- Piotr Buras: Poland-Germany: partnership for Europe?. Interests, opinions of elites, prospects. Warszawa: Centrum Stosunków Międzynarodowych, 2013, s. 127. ISBN 978-83-88216-90-9. (ang.).